# 7 Rings
"7 Rings" (thường được viết cách điệu bằng chữ in thường) là một bài hát của nghệ sĩ thu âm người Mỹ Ariana Grande nằm trong album phòng thu thứ năm của cô, Thank U, Next (2019). Nó được phát hành vào ngày 18 tháng 1 năm 2019 như là đĩa đơn thứ hai trích từ album bởi Republic Records. Bài hát được đồng viết lời bởi Grande, Victoria Monét, Tayla Parx, Njomza Vitia, Kimberly Krysiuk với những nhà sản xuất nó Tommy Brown và hai thành viên thuộc đội sản xuất Social House là Michael Foster và Charles Anderson, trong đó tham chiếu phần giai điệu từ bản nhạc năm 1959 của vở kịch The Sound of Music "My Favorite Things", được đồng sáng tác bởi Richard Rodgers và Oscar Hammerstein II. Trước khi phát hành, "7 Rings" được tiết lộ lần đầu tiên trong video ca nhạc cho đĩa đơn trước "Thank U, Next", trong đó vài giây đầu tiên của nó đã được sử dụng trong đoạn mở đầu, bên cạnh chi tiết liên quan đến chiếc xe nữ ca sĩ sử dụng trong video với biển số xe mang tên bài hát.
"7 Rings" là một bản trap-pop kết hợp với những yếu tố từ R&B mang nội dung đề cập đến sự tri ân của Grande đối với những người bạn của cô trong việc động viên nữ ca sĩ đối mặt và vượt qua những khó khăn trong cuộc sống lúc bấy giờ, trong đó hình tượng bảy chiếc nhẫn được sử dụng như là biểu tượng cho tình bạn. Sau khi phát hành, nó nhận được những phản ứng trái chiều từ các nhà phê bình âm nhạc, trong đó họ đánh giá cao giai điệu hấp dẫn, chất giọng của Grande và quá trình sản xuất nó, nhưng cũng vấp phải một số chỉ trích xung quanh nội dung lời bài hát bị cho là cường điệu hóa. Tuy nhiên, "7 Rings" đã tiếp nhận những thành công vượt trội về mặt thương mại, đứng đầu các bảng xếp hạng ở Úc, Canada, Phần Lan, Ireland, New Zealand, Na Uy, Bồ Đào Nha, Thụy Điển, Thụy Sĩ và Vương quốc Anh, đồng thời lọt vào top 10 ở nhiều khu vực bài hát xuất hiện, bao gồm vươn đến top 5 ở những thị trường lớn như Áo, Đan Mạch, Pháp, Đức, Ý và Tây Ban Nha.
Tại Hoa Kỳ, "7 Rings" ra mắt ở vị trí số một trên bảng xếp hạng Billboard Hot 100 và trụ vững trong tám tuần không liên tiếp, trở thành đĩa đơn quán quân thứ hai của Grande và giúp nữ ca sĩ nắm giữ kỷ lục là nghệ sĩ hát đơn đầu tiên nắm giữ 3 vị trí hàng đầu trên bảng xếp hạng trong một tuần tại đây (cùng với "Break Up with Your Girlfriend, I'm Bored" và "Thank U, Next"). Ngoài ra, nó cũng giúp Grande trở thành nữ nghệ sĩ thứ ba trong lịch sử có hơn hai bài hát ra mắt ở vị trí số một trên Hot 100 (sau Mariah Carey và Britney Spears). Video ca nhạc cho bài hát được đạo diễn bởi Hannah Lux Davis, người đã cộng tác cho nhiều video trong sự nghiệp của nữ ca sĩ, trong đó bao gồm những cảnh cô tổ chức một bữa tiệc tại nhà và vui vẻ với những người bạn của mình. Nó đã nhận được hai để cử tại giải Video âm nhạc của MTV năm 2019 ở hạng mục Biên tập xuất sắc nhất và Chỉ đạo nghệ thuật xuất sắc nhất. Một bản phối lại của "7 Rings" với sự tham gia hợp tác rapper người Mỹ 2 Chainz, cũng được phát hành.

## Danh sách bài hát
- Tải kĩ thuật số[6]

1. "7 Rings" – 2:58

- Tải kĩ thuật số – phối lại[7]

1. "7 Rings" (phối lại) (hợp tác với 2 Chainz) – 2:58

- Đĩa 7" – cassette[8]

1. "7 Rings" (bản chưa kiểm duyệt) – 2:58
2. "7 Rings" (bản chỉnh sửa) – 2:58

## Thành phần thực hiện
Thành phần thực hiện được trích từ Tidal và ghi chú Thank U, Next, Republic Records.
Thu âm
- Thu âm bởi Jungle City Studios (Thành phố New York, New York) và The Record Plant (Hollywood, California)
- Phối khí tại MixStar Studios (Virginia Beach, Virginia)
- Master tại Sterling Sound (Thành phố New York, New York)

Quản lý
- Xuất bản bởi Universal Music Group Corp. (ASCAP), GrandAri Music (ASCAP), Victoria Monét Music Publishing (ASCAP), Taylor Monét Music/Warner Chappell (BMI), OWSLA (ASCAP) và District 1-12/Avex Music Publishing (ASCAP)
- Bao gồm đoạn nhạc mẫu từ "My Favorite Things", viết lời bởi Oscar Hammerstein II and Richard Rogers, xuất bản bởi Williamson Music Co. (ASCAP)

Sản xuất
- Ariana Grande – giọng hát, viết lời, sản xuất giọng hát
- Victoria Monét – giọng nền, viết lời, sản xuất giọng hát
- Tayla Parx – giọng nền, viết lời
- Njomza Vitia – viết lời
- Kimberly Krysiuk – viết lời
- Tommy Brown – viết lời, sản xuất, lập trình
- Michael Foster – viết lời, sản xuất, lập trình
- Charles Anderson – viết lời, sản xuất, lập trình
- Richard Rodgers – viết lời
- Oscar Hammerstein II – viết lời
- Billy Hickey – thu âm
- Brendan Morawski – thu âm
- Sean Klein – hỗ trợ thu âm
- Serban Ghenea – phối khí
- John Hanes – kỹ sư phối khí
- Randy Merrill – master
- 2 Chainz – nghệ sĩ góp giọng (phối lại)
- Finis "KY" White – phối khí giọng hát (phối lại)

## Xếp hạng

### Xếp hạng tuần
| Bảng xếp hạng (2019)                   | Vị trí cao nhất |
| -------------------------------------- | --------------- |
| Argentina (Argentina Hot 100)          | 24              |
| Úc (ARIA)                              | 1               |
| Áo (Ö3 Austria Top 40)                 | 2               |
| Bỉ (Ultratop 50 Flanders)              | 4               |
| Bỉ (Ultratop 50 Wallonia)              | 6               |
| Bolivia (Monitor Latino)               | 5               |
| Canada (Canadian Hot 100)              | 1               |
| Canada CHR/Top 40 (Billboard)          | 1               |
| Canada Hot AC (Billboard)              | 22              |
| CIS (Tophit)                           | 3               |
| Colombia (National-Report)             | 36              |
| Cộng hòa Séc (Rádio Top 100)           | 49              |
| Cộng hòa Séc (Singles Digitál Top 100) | 1               |
| Đan Mạch (Tracklisten)                 | 2               |
| Ecuador (National-Report)              | 23              |
| Estonia (IFPI)                         | 1               |
| Châu Âu (Euro Digital Songs)           | 1               |
| Phần Lan (Suomen virallinen lista)     | 1               |
| Pháp (SNEP)                            | 2               |
| Đức (Official German Charts)           | 4               |
| Hy Lạp Nhạc số Quốc tế (IFPI)          | 1               |
| Hungary (Single Top 40)                | 1               |
| Hungary (Stream Top 40)                | 1               |
| Ireland (IRMA)                         | 1               |
| Israel (Media Forest)                  | 1               |
| Ý (FIMI)                               | 5               |
| Nhật Bản (Japan Hot 100)               | 21              |
| Lebanon (Lebanese Top 20)              | 6               |
| Luxembourg Nhạc số (Billboard)         | 7               |
| Malaysia (RIM)                         | 1               |
| Mexico Phát thanh (Billboard)          | 4               |
| Hà Lan (Dutch Top 40)                  | 9               |
| Hà Lan (Single Top 100)                | 4               |
| New Zealand (Recorded Music NZ)        | 1               |
| Na Uy (VG-lista)                       | 1               |
| Bồ Đào Nha (AFP)                       | 1               |
| Rumani (Airplay 100)                   | 54              |
| Nga Airplay (Tophit)                   | 7               |
| Scotland (OCC)                         | 1               |
| Singapore (RIAS)                       | 1               |
| Slovakia (Singles Digitál Top 100)     | 1               |
| Hàn Quốc (Gaon)                        | 26              |
| Tây Ban Nha (PROMUSICAE)               | 5               |
| Thụy Điển (Sverigetopplistan)          | 1               |
| Thụy Sĩ (Schweizer Hitparade)          | 1               |
| Anh Quốc (OCC)                         | 1               |
| Hoa Kỳ Billboard Hot 100               | 1               |
| Hoa Kỳ Adult Pop Airplay (Billboard)   | 14              |
| Hoa Kỳ Dance Club Songs (Billboard)    | 1               |
| Hoa Kỳ Pop Airplay (Billboard)         | 1               |
| Hoa Kỳ Rhythmic (Billboard)            | 3               |
| Venezuela (National-Report)            | 3               |

## Chứng nhận
| Quốc gia | Chứng nhận  | Số đơn vị/doanh số chứng nhận |
| --- | ----------- | ----------------------------- |
| Úc (ARIA) | Bạch kim    | 70.000‡                       |
| Áo (IFPI Áo) | Vàng        | 15.000‡                       |
| Bỉ (BEA) | Bạch kim    | 40.000‡                       |
| Canada (Music Canada) | 4× Bạch kim | 0‡                            |
| Đan Mạch (IFPI Đan Mạch) | Vàng        | 45.000‡                       |
| Pháp (SNEP) | Bạch kim    | 200.000‡                      |
| Đức (BVMI) | Vàng        | 150.000‡                      |
| Ý (FIMI) | Bạch kim    | 50.000‡                       |
| México (AMPROFON) |             | 120.000‡                      |
| New Zealand (RMNZ) | Bạch kim    | 30.000‡                       |
| Ba Lan (ZPAV) | 2× Bạch kim | 40.000‡                       |
| Bồ Đào Nha (AFP) | Bạch kim    | 10.000‡                       |
| Tây Ban Nha (PROMUSICAE) | Bạch kim    | 40.000‡                       |
| Anh Quốc (BPI) | Bạch kim    | 616,000                       |
| * Chứng nhận dựa theo doanh số tiêu thụ. ^ Chứng nhận dựa theo doanh số nhập hàng. ‡ Chứng nhận dựa theo doanh số tiêu thụ và phát trực tuyến. |             |                               |

## Lịch sử phát hành
| Khu vực | Ngày             | Định dạng                 | Phiên bản                      | Hãng đĩa | Nguồn  |
| ------- | ---------------- | ------------------------- | ------------------------------ | -------- | ------ |
| Nhiều   | 18 tháng 1, 2019 | Tải kĩ thuật số streaming | Bản gốc                        | Republic | [ 76 ] |
| Hoa Kỳ  | 22 tháng 1, 2019 | Contemporary hit radio    | Bản gốc                        | Republic | [ 77 ] |
| Nhiều   | 1 tháng 2, 2019  | Tải kĩ thuật số streaming | Phối lại, hợp tác với 2 Chainz | Republic | [ 78 ] |
| Nhiều   | 5 tháng 4, 2019  | 7"                        | Bản gốc và chỉnh sửa           | Republic | [ 8 ]  |
| Nhiều   | 12 tháng 4, 2019 | cassette                  | Bản gốc và chỉnh sửa           | Republic | [ 8 ]  |